# Rache

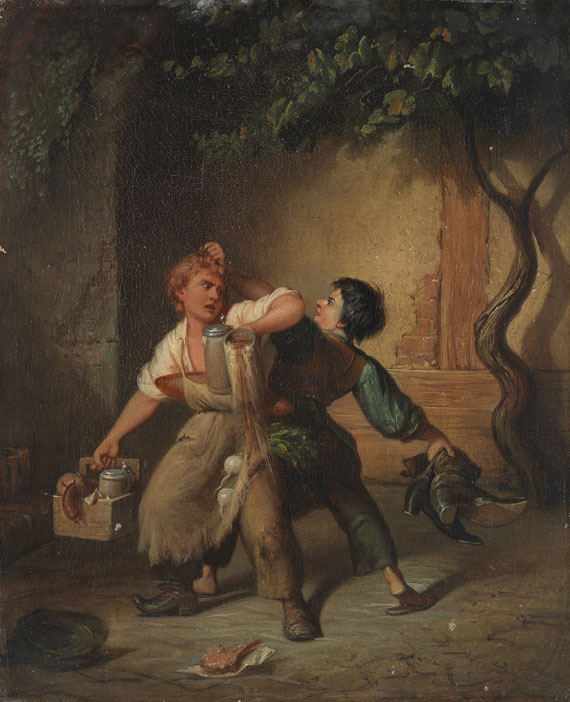
Die Rache, Jakob Emanuel Gaisser

Rache (zugehöriges Verb rächen) ist eine Handlung, die den Ausgleich von zuvor angeblich oder tatsächlich erlittenem Unrecht bewirken soll. Von ihrer Intention her ist sie eine Zufügung von Schaden an einer oder mehreren Personen, die das Unrecht begangen haben sollen. Oft handelt es sich bei Rache um eine physische oder psychische Gewalttat. Vom Verbrechen wird sie im archaischen Recht durch die Rechtmäßigkeit unterschieden.

## Überblick
Rache (althochdeutsch râhha, altsächsisch wrâka, angelsächsisch wraec, isländisch ræki, „treiben, jagen, verfolgen; vergelten, bestrafen, rächen“) ist, außer in nordischen Quellen, kein wohldefinierter Rechtsbegriff. Er wird daher von römisch-rechtlich orientierten Rechtshistorikern gemieden. Die griechische Rechtsgeschichte bezeugt hingegen einen überraschend rechtsförmigen Rachebegriff. Die politischen Entscheidungen und Gewalthandlungen von Figuren wie Menelaos, Odysseus oder Orestes bezeugen weniger eine archaische Gewaltbereitschaft, als einen Zwang zur Rache durch das Recht selbst – mit festen juristischen Regeln und Vorgaben für das richtige „Rachemaß“ (in Analogie zum heutigen Strafmaß). In der deutschen Rechtsgeschichte wird der Begriff meist im Zusammenhang mit der Fehde gebraucht. Es ist ein alter gemeingermanischer Rechtsbegriff, der das „Setzen außerhalb des Landrechts, und die Austreibung aus dem Lande infolge eines Angriffs auf den Landfrieden bezeichnete“. Es war die mildere, weil nicht entehrende Strafe, im Gegensatz zur Verurteilung zur vogelfreien Existenz (Ächtung).
In manchen Gesellschaften traf den zur Rache Verpflichteten ein Fluch, wenn er die Rache nicht vollzog.
Im gegenwärtigen deutschsprachigen Raum wird Rache als ein emotional gesteuerter Akt angesehen, der der Rechtsordnung widerspricht, wenn er das Gewaltmonopol des Staates verneint. In der archaischen Gesellschaft war die Rache dagegen ein Mittel zur Durchsetzung des Rechts und zur Wiederherstellung des sozialen Friedens. Rache verstieß nicht gegen die Rechtsordnung, sondern das Recht war auf den Rächenden teilweise angewiesen, um überhaupt strafen zu können.

## Rechtsgeschichte

### Vorchristliche Zeit
Für den Ursprung gibt es zwei Thesen: Die eine besagt, dass ursprünglich nur die Rache geherrscht habe und der Einzelne oder Gemeinschaften (Sippen) sich ihr Recht selbst genommen hätten. Später habe der Staat diese Selbstjustiz eingeschränkt. Die andere These besagt, dass die Rache als in der Gesellschaft anerkanntes Mittel der Rechtswahrung die Rechtsgemeinschaft bereits voraussetzt. Dazu ist festzustellen, dass ein gesellschaftlicher Zustand, in dem es an einem allgemeinen Rechtsempfinden völlig gefehlt habe, historisch nicht festzustellen ist. Schon dass die Rache eine Verletzung voraussetzt, deren Unrecht auch vom verletzenden Täter grundsätzlich empfunden wird (wenn auch nicht notwendig in Bezug auf die verletzte Person), setzt ein rudimentäres übergreifendes Rechtsempfinden voraus. In der archaischen Gesellschaft entspricht dem Recht auf Rache auf der Gegenseite der Verlust jeglichen Rechtsschutzes. Dieser Verlust tritt automatisch mit der Missetat ein, die die Rache nach sich zieht. Eines irgendwie gearteten Urteilsspruches bedarf es nicht. Das Problem bestand alsbald darin, dass der Rächende seine Berechtigung zur Rache und deren Umfang selbst feststellte. Dies führte zu einer fortschreitenden Reglementierung.

#### Antike
In der frühgriechischen Antike beschreibt Rache keinen Grundtrieb zur Gewalt, sondern einen Zwang zur Umsetzung von Gesetzen. Die Existenz der Blutrache ist für die Zeit der Abfassung der homerischen Epen nicht belegbar. Erst mit dem drakontischen Recht wird das Blutrecht überhaupt erst in Athen eingeführt. Davor war es gängige Praxis, Rache- und Gewaltrechte vom jeweiligen Inhaber durch Lösegaben, Waren oder Gold loszukaufen. Residuen überwintern im Versuch, den Groll Achilles’ durch kostbare Stuten und Frauen zu besänftigen. Der Handel mit Racherechten wird offenbar durch den Einfluss von Rechtsgelehrten aus Delphi in Griechenland stark eingeschränkt. Dabei lassen sich interessante Züge zur Gewaltverpflichtung und zu regelrechten Handelsverboten mit Racherechten aufzeigen. In der Rechtsentwicklung verpflichtet das griechische Recht zunächst zur Gewalt, statt sie – wie gemeinhin angenommen – zu domestizieren. Zuvor konnte mit materiellen Werten entschädigt werden. Die griechisch-römische Antike betrachtet die Rache als einen Akt der Gegenseitigkeit (Erwiderungsmoral). Tue Gutes denen, die dir Gutes tun, schade denen, die dir schaden. Es gab die heilige Pflicht zur Rache für bestimmte Personengruppen, die dem Geschädigten besonders nahestanden, etwa durch Verwandtschaft, Freundschaft oder Gastfreundschaft. Die Pflicht zur Rache war erblich. Oft wurden Kinder ausdrücklich nur gezeugt, um die Rache des Vaters weiterzubetreiben, was auch die Kinder zu Opfern der Rache machen konnte. „Ein Narr ist der, der den Vater tötet und die Söhne davonkommen lässt.“ Sie löste in der Regel auch eine Gegenrache aus, so dass ihr eine Dauer über Generationen innewohnte.
Der aktiven Solidarität der zur Rache Verpflichteten entsprach die passive Solidarität der Familie des Missetäters. Nur wenn der Schuldige sich von seinem Verband trennte, konnte er diesem die Rache ersparen. Nicht der Schaden selbst, sondern der Verlust der Ehre war treibendes Motiv. Die Rechtsverletzung war auch eine Kränkung, die den Zorn, den furor, die ira erzeugte. Die Ehre sollte durch die Rachehandlung wiederhergestellt werden, was für die soziale Stellung wichtig war.
In der griechischen Antike ist auch eine Tendenz zur überschießenden Rache zu bemerken. Die erste schriftliche Regelung und Eindämmung bewirkte 621 v. Chr. Drakon von Athen. Inwiefern Drakon aber möglicherweise eine Racheverschärfung gegenüber dem Rechtszustand in den Epen darstellt, ist umstritten. Mit zunehmender Verschriftlichung des Rechts seit dem 7. Jahrhundert v. Chr. wurde die Rache zunehmend reglementiert, so in der Bezeichnung der zur Rache verpflichteten Gruppen. Im Weiteren wurde der Strafprozess ein Mittel zur Reglementierung der Rache, löste sie aber keineswegs ab. So konnte man sich im römischen Quästionenprozess auf dem Forum rächen. Noch Augustus bezeichnete seinen Sieg über die Cäsarmörder Cassius und Brutus als Rache für Cäsar. Er weihte dem Mars Ultor (Mars der Rächer) einen Tempel. Erst durch die Zentralisierung der Macht in der Prinzipatszeit wurde die Rache entscheidend zurückgedrängt. Eine besondere Form der Rache war hauptsächlich in der frühen Antike das Rachegebet. Tote konnten sich auch selber rächen. Der Athlet Theagenes von Thasos rächte sich nach seinem Tode an einem Beleidiger dadurch, dass er ihn unter seiner ehernen Bildsäule zermalmte.

#### Germanischer Kulturkreis
Das Talionsprinzip war auch dem germanischen Recht noch völlig unbekannt, indem es bei Ausstoßung eines Missetäters aus dem Rechtsverband keinerlei Einfluss auf das Verhalten des Rächenden mehr nahm. Erst in der Jónsbók wird der Racheüberschuss mit halber Buße geahndet. Diese Bestimmung war dem Landslov Norwegens entnommen, wo die Rechtsentwicklung bereits weiter gediehen war.
Die erste Regelung bestand darin, dass die Rache nicht durch verheimlichte Tat geschehen durfte. Vielmehr hatte der Rächende seine Rachetat unverzüglich öffentlich bekannt zu machen. Andernfalls handelte es sich um Mord. Damit war gewährleistet, dass die Rechtmäßigkeit der Rache nachträglich festgestellt werden konnte. Dafür sah das altnordische, vorchristliche Recht zwei Wege vor: Der Rächer konnte es auf eine Totschlagsklage seitens der Verwandten des Erschlagenen ankommen lassen und die Berechtigung zur Rache als Einrede geltend machen oder er konnte auch selbst die „Klage gegen den toten Mann“ erheben, die auch im Sachsenspiegel vorgesehen ist. Diese Klage nannte man „Unheiligkeitsklage“. Mit ihr ließ man feststellen, dass der Getötete seine „Mannheiligkeit“ verloren hatte. Man spricht daher in diesem Fall davon, dass „die Rache gewissermaßen eine Vollstreckung vor dem Urteil“ war. Diese Möglichkeit der nachträglichen Prüfung des Racherechtes bürdete dem Rächenden das Risiko auf, dass sein Racherecht nachträglich nicht anerkannt wurde.
Die Befugnis zur Rache war auch auf bestimmte Handlungen beschränkt: Dazu gehörten Totschlag, Ehebruch, wobei der Nebenbuhler der Rache anheimfiel, sowie Beleidigungen beispielsweise in Form der Sodomie. In einigen Gesetzeswerken findet sich auch der Tatbestand des Diebstahls auf frischer Tat. Zur Rache berufen war zunächst der Geschädigte selbst und beim Totschlag sein rechtmäßiger Bluträcher. Nach dem Gulathingslov hatte ein Mann bei Sexualverbrechen Rache zu üben für die Ehefrau, die Mutter, die Tochter, die Schwester, die Stiefmutter, die Schwägerin und die Schwiegertochter, nach anderen Gesetzen teils auch für weitere Personen. Bei Plünderungen im eigenen Land war jeder zur Rache berechtigt. Das Recht zur Rache wurde auch zeitlich beschränkt: Sie durfte auf Island rechtmäßig nur bis zum nächsten Althing geübt werden. Es gab auch die Vorstellung, dass der Getötete selbst die Möglichkeit der Rache hatte, und man fürchtete ihn als Wiedergänger und Werwolf.
Das Bestreben zur Zähmung der Rache führte auch zur Alternative einer Bußleistung durch Wergeld.

#### Jüdisch-christlicher Kulturkreis
Im Alten Testament wird die Rache in zweierlei Richtung behandelt: zum einen im Lamechlied, wo Lamech seinen Frauen gegenüber prahlt, jede Verletzung siebenundsiebzigfach (= unmäßig) zu rächen (1 Mos 4,24 ). Der historische Hintergrund ist umstritten. Für die eigenen Volksgenossen galt dagegen: Du sollst nicht Rache üben, noch Groll behalten gegen die Kinder deines Volkes, sondern du sollst deinen Nächsten lieben wie dich selbst! Denn ich bin der Herr (Lev 19,18 ). Die Kanonisierung dieser Regeln und die Vereidigung des ganzen Volkes Israel darauf erfolgte nach 458 v. Chr. durch Esra. Gott wird im Alten Testament als Rächer zugelassen: „Der Herr ist ein eifriger Gott und ein Rächer, ja, ein Rächer ist der Herr und zornig …“.
Im Christentum wird die Ausübung der Rache untersagt, zum Beispiel Mt 18,22 . Gleichwohl hatte die frühe Kirche mit Christen, Priestern und sogar Bischöfen zu kämpfen, die die Waffe des Exkommunikationsfluches aus persönlicher Rache verwendeten. Als Rache wurde im Mittelalter das Vorgehen gegen einen Übeltäter besonders durch den höchsten göttlichen Richter angesehen. Dies kommt in den Übersetzungen aus dem Alten Testament zum Ausdruck, wo von göttlichen Strafgerichten die Rede ist. Dann wurde auch das strafende Vorgehen von Menschen mit göttlicher Billigung als Rache bezeichnet. Es ist von der „Rache der Gesetze“ die Rede.
Verzicht auf Rache gilt als Tugend von Hochgestellten (als „Großmut“), auch als christliche Tugend (Langmut, Barmherzigkeit).
Friedrich Nietzsche hat „Vergeltung“ als natürliche Antwort des Menschen auf Gutes wie Böses gedeutet. So ist tätige Dankbarkeit für ihn „die gute Rache“ (Morgenröte 138). Bleibt diese Antwort aus, so entwickelt sich das Ressentiment.

## Sozialpsychologische und soziologische Aspekte
Das ungerächte Leid setzt den Verletzten in der sozialen Wertschätzung herab. Daher kam und kommt es vor, dass Personen zur Rache gedrängt werden, die von sich aus dazu nicht motiviert sind.
Soziologisch bzw. sozialanthropologisch gefasst dient die Rache der Wiederherstellung verletzter Ehre, wenn diese anders nicht Genugtuung findet. Man kann sie als „negative Gabe“ auffassen, die auf eine „negative Gabe“ antwortet (vgl. Tausch (Soziologie)) – insofern besteht eine strukturelle Ähnlichkeit der „Rache“ zur „Dankbarkeit“. Beide haben gemeinsam, dass sie von selbst mit der „gebenden Tat“ ausgelöst werden. Es bedarf keines irgendwie gearteten vorangehenden Rechtsaktes. Beide sind je nach Kulturkreis aber an bestimmte Regeln gebunden.
Manche sprechen der Rache eine „altruistische Logik“ zu, da das Wissen um eine mögliche Rache Regelbrüche verhindern könne.
Formen der Rache sind bei fehlendem gesellschaftlichen Gewaltmonopol verbreitet. Sie ist eine soziale Institution in Gemeinschaften bzw. segmentären Gesellschaften, in denen Kränkungen innerhalb von Untergruppierungen (Segmenten) offiziell nicht vorkommen dürfen und nicht anders behoben werden können. In diesem Rahmen ist „blinde Rache“ gerade unüblich: Mögliche Rächer und Opfer sind relativ fest durch die Sitte geregelt.

## Psychologischer Aspekt
Psychologisch gesehen wird die Rache heute nicht mehr als objektiv erforderliche Handlung zur Wiederherstellung einer Ordnung, sondern als bewertungsabhängige Emotion verstanden (je nach emotionstheoretischem Standpunkt schließt die Emotion Rachehandlungen bereits mit in den „Emotions“-Begriff ein oder die Emotion wird als zu solchen Rachehandlungen disponierend angesehen), deren Qualität und Intensität davon abhängt, ob einem Schädiger Verantwortlichkeit und Absicht unterstellt werden.
Der „Rachgier“ – dem Wunsch nach Rache, wenn unstillbar: der „Rachsucht“ – liegen neben sozialen Konstellationen personenbezogene, ggf. tiefenpsychologisch erschließbare Bedingungen und Motive zu Grunde.

## Heutiges deutsches Recht
Rache kann nach deutschem Recht ein Mordmerkmal nach § 211 Abs. 2 StGB in Form eines niedrigen Beweggrundes darstellen, falls die Rache ihrerseits auf niedrigen Motiven beruht. Wer einen Menschen aus niedrigen Beweggründen heraus tötet, ist wegen Mordes – und nicht nur wegen Totschlags – zu bestrafen. Ihm droht lebenslange Freiheitsstrafe. In der Rechtsprechung wurde beispielsweise eine Tötung aus Rache für eine wahrheitsgemäße Belastung wegen einer Straftat als Mord angesehen.
Rache ist nicht deckungsgleich mit dem strafrechtlichen Begriff der „Vergeltung“, da Vergeltung einen deutlicheren Gerechtigkeitsbezug, d. h. eine Ausgleichsfunktion für erlittene Ungerechtigkeit hat.

## Neuzeitlicher Sprachgebrauch
Heute beinhaltet der Begriff Rache eine „leidenschaftliche und unedle Bewegtheit bei der Verfolgung eines Unrechts“.

„Rache, zum Beispiel, ist unstreitig ein unedler und selbst niedriger Affekt“

Neben dem Verb rächen wird auch „Rache an jemandem nehmen“ oder „… üben“ verwendet. Auch die Ausdrücke „Rache brüten“ oder „auf Rache sinnen“, „nach Rache dürsten“, „Rache fordern“, „Rache schwören“, „heiße Rache“, „Rachestrahl“, die „Rache kommt über jemanden“ sind übliche Wortkombinationen. Das Wort kommt auch in ironischen Wendungen vor: „Seine Rache bestand in Wolthaten, die er den Kindern seines Feindes zuwendete“. Als „brennet Raach“ wurde auch die Krankheit Ergotismus bezeichnet. Es gibt nun auch Redewendungen, die völlig von einem vorangegangenen Unrecht absehen: „Es rächt“ sich nun, eine Vorkehrung nicht getroffen zu haben.

## Rache in der Dichtung
Die Rache – oder der großmütige Verzicht auf sie – ist eins der häufigsten Motive dramatischer und epischer Literatur:
- Der erzürnte Achilleus greift in Homers Ilias erst wieder in den Kampf um Troja ein, als er seinen gefallenen Freund Patroklos rächen muss.
- Aias der Telamonier will sich dafür rächen, dass Odysseus und nicht er die Waffen des Achilleus bekommen hat; mit Wahnsinn geschlagen, wütet er unter einer Schafherde. Gestaltet von Sophokles in seinem Aias.
- Medea rächt sich in der gleichnamigen Tragödie des Euripides für die Untreue Iasons, indem sie dessen Braut und deren Vater verbrennt und die gemeinsamen Söhne tötet.
- Eine der grausigsten Rachen schildert die Sage von Wieland dem Schmied.
- Im Nibelungenlied nimmt Kriemhild Rache für die Ermordung ihres Gatten Siegfried.
- Das Lied von Kudrun versucht das Racheprinzip durch zahlreiche von der Titelfigur vermittelte Hochzeiten zwischen bisher Verfeindeten zu überwinden (vgl. Exogamie).
- Amletus begeht in der von Saxo Grammaticus überlieferten altdänischen Sage einen Massenmord, um seinen Vater zu rächen.
- In William Shakespeares darauf beruhendem Drama Hamlet kann sich die Titelfigur, von Zweifeln zernagt, nur zögernd zur Rache am Mörder des Vaters aufraffen.
- Die Rachetragödie, beruhend vor allem auf Thomas Kyds Spanish Tragedy, wird zu einem Genre des elisabethanischen Theaters.
- In den genuinen Rachedramen Der Freygeist und Brutus von Joachim Wilhelm von Brawe schmieden die Rächer über Jahre hinweg lustvoll an äußerst komplexen Racheplänen.
- In Kleists Novelle Michael Kohlhaas setzt der Titelheld, dem gesunde Pferde abgemagert und elend zurückgegeben wurden, dafür ein ganzes Land in Brand.Joukahainen rächt sich an Väinämöinen,
Gemälde von
Akseli Gallen-Kallela (1897)

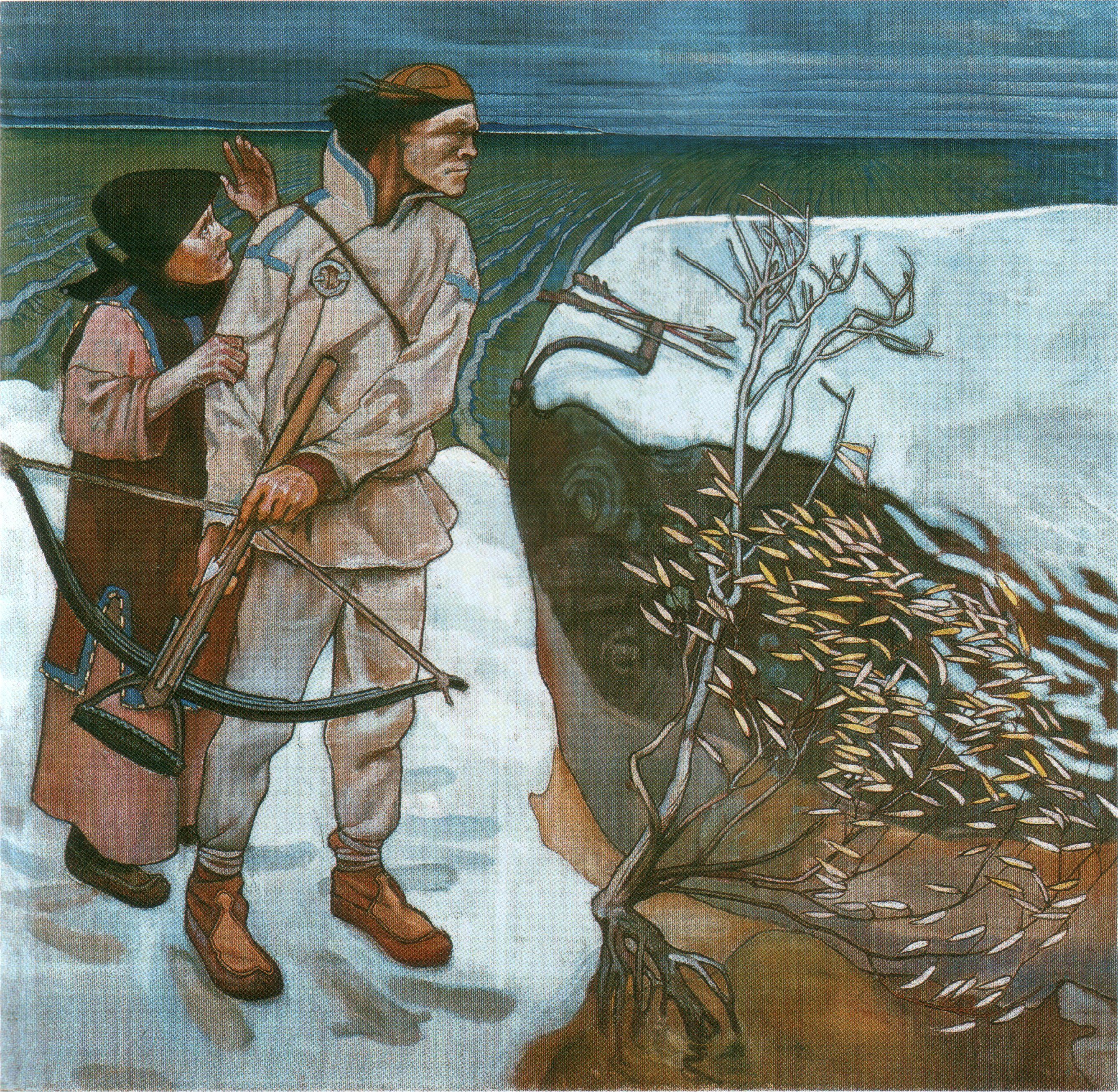
Joukahainen rächt sich an Väinämöinen,
Gemälde von
Akseli Gallen-Kallela (1897)

- Im finnischen Kalewala rächt sich nach einem verlorenen Wettstreit der Sänger Joukahainen an dem Zauberer und Sänger Väinämöinen, indem er ihm bei dessen Ritt durch die Luft übers Nordmeer das Pferd unterm Sattel erschoss.
- In der Tragödie Herzog Theodor von Gothland von Christian Dietrich Grabbe nimmt die Titelfigur Rache für die vorgetäuschte Ermordung ihres Bruders.
- In dem Roman Der Graf von Monte Christo von Alexandre Dumas rächt sich Dantès am Ende doch nicht für das erlittene Unrecht und jahrelange Kerkerhaft. Nach einem unerbittlichen Rachefeldzug endet der Roman in einer versöhnlichen und nachdenklichen Stimmung.
- Ein Meister der makabren Rache-Erzählung ist Edgar Allan Poe, zum Beispiel in den Kurzgeschichten Das Fass Amontillado und Hopp-Frosch.
- In der Ballade Die Füße im Feuer von Conrad Ferdinand Meyer verzichtet ein Hugenotte aus Glaubensgründen auf die Rache am Mörder seiner Frau.
- Eine über jeden Anlass hinaus wahnwitzige Suche nach Rache schildert Leo Perutz in seinem Roman Wohin rollst Du, Äpfelchen von 1928.
- In Der Besuch der alten Dame von Friedrich Dürrenmatt rächt sich die Titelfigur für eine 40 Jahre zuvor erlittene Demütigung.
- Gottes Mühlen mahlen langsam. Dieses Sprichwort ist der Anfang des Sinngedichtes Göttliche Rache von Friedrich von Logau und besagt, dass jeder für sein Unrecht früher oder später die gerechte Strafe erhält.

## Fachliteratur
- Heinrich Beck: Art. Rache. In: Reallexikon der Germanischen Altertumskunde. Bd. 24. Berlin u. a. 2003. S. 45–47.
- Fabian Bernhardt: Rache. Über einen blinden Fleck der Moderne. Berlin: Matthes & Seitz 2021.
- Jean Gaudemet: Art. Familie I (Familienrecht). In: Reallexikon für Antike und Christentum. Bd. 7. Stuttgart 1969, Sp. 286–358.
- Hans-Joachim Gehrke: Die Griechen und die Rache. Ein Versuch in historischer Psychologie. In: Saeculum. Nr. 38, 1987, S. 121–149.
- Hans-Joachim Gehrke: Rache. In: Der Neue Pauly. Band 10, Metzler, Stuttgart/Weimar 2001, Sp. 745–747.
- Isak Karl: Die Rachegesellschaft. Der Rachediskurs in den Printmedien. Ein Beitrag zur Logistik der Medien Vision und Mission, Maria Saal 2003; ISBN 978-3-902412-01-0.
- Ekkehard Kaufmann: Artikel Rache. In: Handwörterbuch zur deutschen Rechtsgeschichte. Bd. 4. Berlin 1990, Sp. 126–127.
- Konrad Maurer: Altisländisches Strafrecht und Gerichtswesen. Neudruck Osnabrück 1966. Konrad Maurer: Vorlesungen über Altnordische Rechtsgeschichte Bd. V.
- Axel Paul: Die Rache und das Rätsel der Gabe. In: Leviathan, 2005, H. 2, S. 240–256 (soziologische Analyse).
- Jean Procopé: Art. Haß. In: Reallexikon für Antike und Christentum. Bd. 13. Stuttgart 1986, Sp. 677–714.
- Ursula Richter: Die Rache der Frauen, Formen weiblicher Selbstbehauptung. Kreuz Verlag, Stuttgart 1991, ISBN 3-7831-1114-5.
- Philipp Ruch: Ehre und Rache. Eine Gefühlsgeschichte des antiken Rechts. Campus Verlag, Frankfurt/New York 2017, ISBN 978-3-593-50720-0.
- Philipp Ruch: Rachedesign. Vom äußeren Fremdzwang zum inneren Gefühl. In: Milev, Yana (Hrsg.): Design Kulturen. Der erweiterte Designbegriff im Entwurfsfeld der Kulturwissenschaft, München 2013, ISBN 978-3-7705-5534-5, S. 113–126.
- Daniel M Segesser: Recht statt Rache oder Rache durch Recht? Die Ahndung von Kriegsverbrechen in der internationalen fachwissenschaftlichen Debatte 1872–1945. Schöningh, Paderborn 2007, ISBN 978-3-506-76399-0 (= Krieg in der Geschichte, Band 38, zugleich Habilitationsschrift an der Universität Bern 2006).
- Wolfgang Speyer: Art. Fluch. In: Reallexikon für Antike und Christentum. Bd. 7. Hiersemann, Stuttgart 1969, Sp. 1160–1288. ISBN 978-3-7772-5006-9.
- Wilhelm Eduard Wilda: Das Strafrecht der Germanen. Halle 1842.

## Unterhaltungsliteratur
- Punisher, John: Das Schwarzbuch der Rache, 2004 (Rachegeschichten)

## Film
- Der südkoreanische Filmregisseur Park Chan-wook widmete dem Thema seine sogenannte Rache-Trilogie: Sympathy for Mr. Vengeance, Oldboy und Lady Vengeance
- Die dänische Regisseurin Susanne Bier schuf mit „In einer besseren Welt“, Originaltitel „Hævnen“ (‚Rache‘), eine filmdramatische Reflexion über die Dialektik von Rache und Verzeihung.
- In Spielfilmen des Genres Rape-and-Revenge erleidet eine weibliche Hauptfigur tiefe Demütigung durch eine Vergewaltigung. Die Protagonistin übt daraufhin blutige Rache an ihren Peinigern.